# 李雯希
李雯希（英語：Simon Lee Man Hei，1990年8月16日—）原名李雯珊，前香港女歌手、節目主持、唱片騎師和演員，曾為無綫電視基本藝人合約藝員，2010年出道，至2022年息影。

## 簡歷

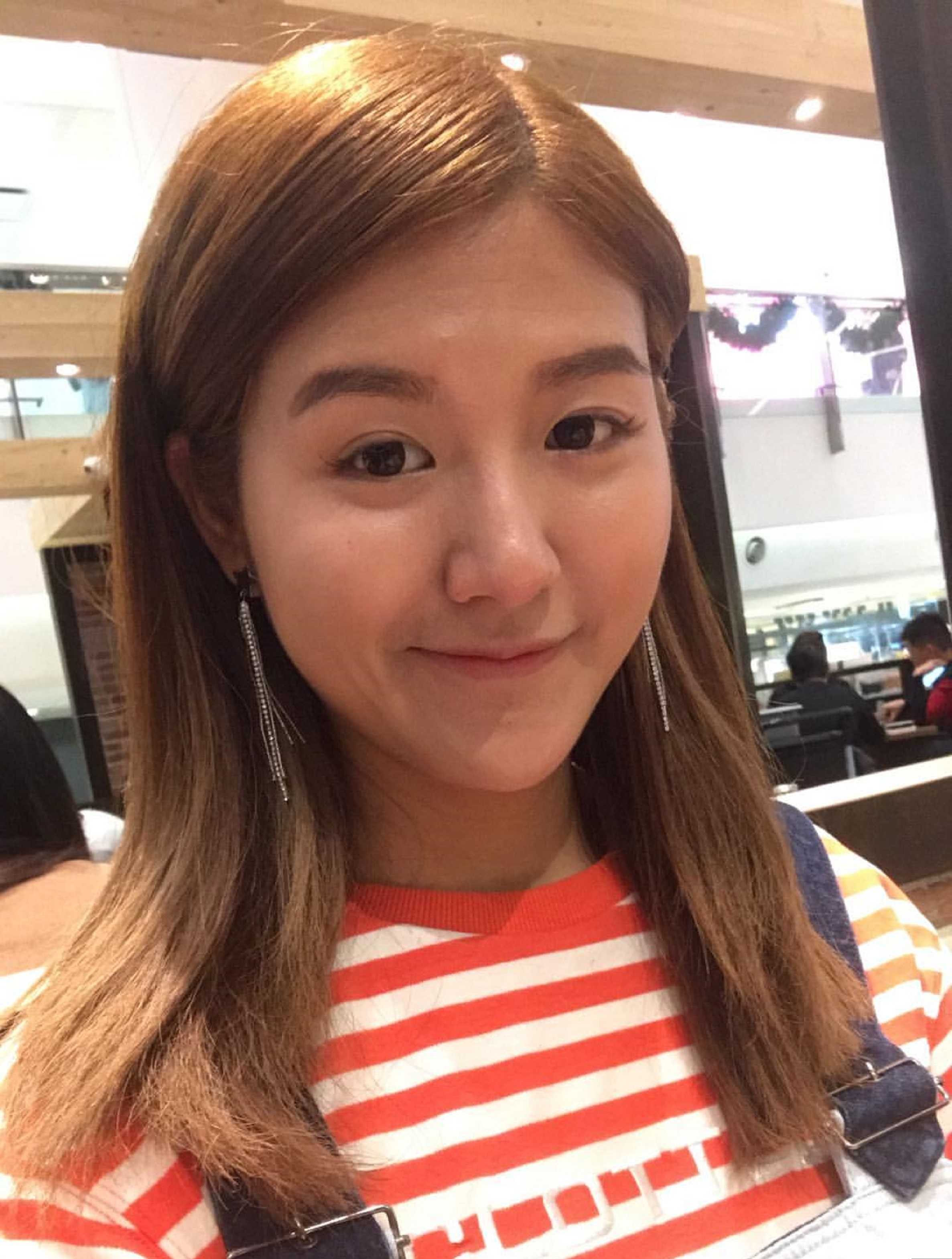
聖公會主恩小學巡迴演出後

### 入行
李雯希是家中獨女，曾就讀浸信宣道會呂明才小學及聖安當女書院，畢業於美國博立頓大學（Benedictine College），回港後在2010年參加亞洲電視歌唱選秀節目《亞洲星光大道3》，並奪得第十名。而翌年則加入該台，期間主要當外景主持，曾主持過《亞洲星空下》、《肥媽私房菜》和《肥媽與你》等綜藝節目。2014年，李雯希約滿亞視後，她參加無綫電視歌唱選秀節目《超級巨聲4》，落敗後亦加入其中；參與踢館賽時曾透露自己過往簽約唱片公司卻被要求整容，遂放棄出道機會。。2015年，她參與該台兒童節目《Think Big 天地》，與林希靈、黃愷怡、黃碧蓮及余德丞一同主持而開始漸為人知；2017年跟黃建東翻唱迪士尼動畫電影，（翻拍自1991年版的改編同名為）《美女與野獸》主題曲《不死的真愛》，獲得不少網民讚賞。

### 其他
2018年4月，李雯希與無綫電視的結束合約後，之後就在便成為自由身藝人，偶爾客串間中以無綫電視特約形式拍攝劇集及主持人之中、曾參與過劇集或主持人等、擔任活動司儀和鞋店唱片騎師、到校園或外地以歌傳播福音；2013年起曾於8個國家17個城市巡迴佈道（音樂會），包括美國、加拿大、星加坡、馬來西亞、秘魯、厄瓜多爾、巴拿馬、哥斯達黎加等地方參與演出。同年8月，李雯希當與兒童節目主持人余德丞等在西營盤中山紀念公園球場參加業餘足球比賽時昏倒送院，她往瑪麗醫院慰問其親友後向傳媒交代病情，卻被網民、兩位無綫電視經理人王耀銘（Kenneth Wong）、慧芳（Fonia Tong）以及何雁詩等批評此舉是佔便宜和不應胡亂代言；事至同月12日便透過社交網站發文向相關人士致歉。

## 演出作品
*以下列表只記錄李雯希曾參與演出過的電影及電視劇作品，若有遺漏，請協助補充相關資料。

### 電視劇集
| 首播     | 劇名              | 角色                       |
| 無綫電視 |                   |                            |
| 2016年   | 潮流教主          | Tammy（第15集）            |
| 2016年   | 愛·回家之八時入席 | 新助導（第48集）           |
| 2018年   | 是咁的，法官閣下  | 1980年代女大學生（第1集）  |
| 2021年   | 愛·回家之開心速遞 | 醫務所驗身婦人（第1313集） |
| 2021年   | 愛·回家之開心速遞 | 美容師（第1353集）         |

### 主持節目
| 首播          | 節目名                | 備註                                                                                 |
| 亞洲聯合衛視  |                       |                                                                                      |
| 2013年        | 音·為愛               | 固定歌手主持                                                                         |
| 無綫電視      |                       |                                                                                      |
| 2015 - 2017年 | Think Big 天地        | 2015年4月22日亮相、兼為「矇豬豬」配音、演唱片尾曲《誰也愛著誰》，於2016年6月27日開始 |
| 2015年        | Think Big 大明星      | 2015年6月6日亮相                                                                     |
| 2015 - 2017年 | Think Big 遊學團      | 主持（與鍾君揚、馬俊傑、余德丞、林希靈、黃愷怡、黃碧蓮及阮浩棕）                     |
| 2017年        | 香港可以這樣玩 鐵路篇 | TVB8、主持（與李沁芯、翁佳妮及陳睿雯）                                               |
| 2017年        | 寵物大聯萌            | 主持（與林秀怡及麥皓兒）                                                             |
| 2017年        | 香港可以這樣玩 攻略篇 | TVB8、主持（與李沁芯、宋雙佳及林希靈）                                               |
| 2018年        | Think Big 天地        | 1月25日、2月5日嘉賓主持                                                              |
| 2018年        | 深夜美食團            | 第1集嘉賓主持（與崔建邦、張致恆及張秀文）                                            |

### 綜藝節目
| 首播      | 節目名                         | 備註                               |
| 亞洲電視  |                                |                                    |
| 2010年    | 亞洲星光大道3                  | 固定參賽者、奪得第十名             |
| 2011年    | 11點後特區                     | 2月15日嘉賓                        |
| 創世電視  |                                |                                    |
| 2014年    | 創世日誌                       | 第221、222集嘉賓                   |
| 有線第1台 |                                |                                    |
| 2014年    | 恩雨之聲 香港                  | 11月22日嘉賓                       |
| 無綫電視  |                                |                                    |
| 2014年    | 超級巨聲4                      | 第6 - 12集固定參賽者               |
| 2014年    | 音樂工房                       | 第289、295 - 297、300、307集嘉賓   |
| 2015年    | 今日VIP                        | 1月30日、第1528集嘉賓              |
| 2015年    | 建造香港好明天                 | 固定演出、演唱入圍改編歌曲「‪大愛」‬‬‬‬‬‬‬‬‬‬‬‬‬‬‬‬‬‬‬ |
| 2015年    | 食平3D                         | 第35集嘉賓                         |
| 2016年    | myTV SUPER呈獻：萬千星輝睇多D  | 固定演出嘉賓                       |
| 2016年    | J2靚聲王                       | 第21集嘉賓                         |
| 2016年    | myTV SUPER呈獻：萬千星輝放暑假 | 固定演出嘉賓                       |
| 2016年    | 文化新領域                     | 8月20日嘉賓                        |
| 2016年    | 香港先生選舉                   | 固定嘉賓                           |
| 2016年    | 2016年度香港小姐競選           | 固定嘉賓                           |
| 2017年    | 今日VIP                        | 2月14日、4月24日嘉賓               |
| 2017年    | 群星拱照Big Big Channel        | 固定嘉賓                           |
| ViuTV     |                                |                                    |
| 2018年    | Good Night Show 廣告女皇       | 固定參賽者                         |

### 微電影
| 首映         | 電影名   | 角色   |
| 萬昇建築工程 |          |        |
| 2018年       | 築在你心 | 見工者 |

### 舞台劇
| 首演                   | 劇名                        | 角色   |
| 觀塘劇團               |                             |        |
| 2013年10月10 - 13日    | 上司愛竊聽                  | Wendy  |
| 福戲網絡               |                             |        |
| 2014年7月31日 - 8月3日 | 奇妙王國（2014 再度走近版） |        |
| iStage                 |                             |        |
| 2016年8月18 - 21日     | 老友大逃亡                  |        |
| 出發製作               |                             |        |
| 2017年5月14日          | 交響·情人夢（音樂劇）       | 野田妹 |
| 芳芳劇藝               |                             |        |
| 2019年8月9 - 11日      | 保蛋任務 CEO（音樂劇）      |        |

### 音樂錄像
| 年份   | 歌名                             | 歌手                         |
| 2013年 | 家（2013年創世電視台慶主題曲）   | 群星、基督教敬拜會（荃灣區） |
| 2013年 | 足印奇跡                         | C AllStar                    |
| 2016年 | 福杯滿屋（2017年創世電視賀年歌） | 群星                         |

### 電台節目
| 首播           | 節目名                           | 備註               |
| 香港電台第二台 |                                  |                    |
| 2016年         | 2000靚歌再重聚                   | 3月27日嘉賓        |
| D100           |                                  |                    |
| 2016年         | Rock & Road Broadcasting Network | PBS台；12月5日嘉賓 |
| 美加華語電台   |                                  |                    |
| 2017年         | 天空下的彩虹                     | 11月3日嘉賓        |
| 加拿大中文電台 |                                  |                    |
| 2019年         | R&B High Tea                     | 2月17日嘉賓        |
| 星島中文電台   |                                  |                    |
| 2019年         | 星島會客室                       | 7月3日嘉賓         |

### 曾參與演唱會
| 日期          | 演唱會名                 | 備註 |
| 2011年2月25日 | 星光燦爛女人情懷 2011    | 嘉賓 |
| 2011年8月31日 | 夏日禁毒唱不停慈善演唱會 | 嘉賓 |

### 廣告
| 年份   | 產品                     |
| 2014年 | AXA 安盛「守護使者選舉」 |

## 音樂作品

### 福音專輯
| 專輯 # | 專輯名稱           | 專輯類型 | 發行公司            | 發行日期       | 曲目 |
| 1st    | 天愛4 （福音專輯） | 大碟     | 英皇娛樂 音樂家唱片 | 2013年10月28日 | 曲目 CD 1. 我的魔術師（主唱：梁雨恩） 2. 玫瑰花（主唱：鍾舒漫） 3. 在這世界看不夠（主唱：森美） 4. All I need is you（主唱：謝文雅） 5. 主·婚·人（主唱：王祖藍） 6. 蠻可愛（主唱：鍾舒漫） 7. 等一個懷抱（主唱：李雯希） 8. 預留幸福（主唱：鍾舒漫） 9. If I Believe（主唱：王君馨） 10. 耶穌哭了（主唱：羅力威） 11. 全因為你（主唱：鄧婉玲） 12. Thank You（主唱：馮允謙、Eternity） DVD 1. 我的魔術師 MV 2. 預留幸福 MV 3. 蠻可愛 MV |
| 2nd    | 天愛6 （福音專輯） | 大碟     | 英皇娛樂 音樂家唱片 | 2016年6月30日  | 曲目 CD 1. 誰曾應許（主唱：謝文雅、李雯希、 鄧婉玲、Hot Worshipper） 2. 將一生交給你（主唱：龔柯允、Eternity） 3. So You Would Come （主唱：陳芷盈） 4. 最後的一天（主唱：李卓庭） 5. 同在記號（主唱：馮允謙） 6. 真愛不改（主唱：鍾舒漫） 7. 愛滲我心田（主唱：李雯希） 8. 背後的你（主唱：邰正宵） 9. 隱型（主唱：鍾舒漫、王君馨） 10. 永遠永不遠（主唱：Eternity）                                                                   |

### 網頁上上載歌曲
| 年份     | 歌名                              | 原唱者              |
| 翻唱歌曲 |                                   |                     |
| 2011年   | I'm Still loving you              | 連詩雅              |
| 2016年   | 我好想你                          | 蘇打綠              |
| 2016年   | 等一個人                          | 林芯儀              |
| 2016年   | PPAP - Acoustic Cover             | ピコ太郎            |
| 2017年   | Love Story（粵語版）              | LYn                 |
| 2017年   | 不死的真愛                        | 成龍、陳淑樺        |
| 2018年   | Let it go + 搞定小姐 - Trap Remix | 黛咪·洛瓦托、葛仲珊 |
| 原創歌曲 |                                   |                     |
| 2016年   | 再問主角是誰                      | 不適用              |
| 2016年   | 忘掉卡路里                        | 不適用              |
| 2022年   | Riding To The Sky                 | 不適用              |
| 2023年   | Running To The Rain               | 不適用              |

## 歌唱比賽成績
| 集數 | 比賽主題                               | 參賽歌曲                         | 原唱者           | 分數                  | 備註                             |
| 01   | 人生當中的第一首歌（上）               | —                                | —                | 59 / 100              | 列入吳國敬隊                     |
| 02   | 人生當中的第一首歌（下）               | 《一個人的精采》                 | 蕭亞軒           | 59 / 100              | 成功晉級                         |
| 03   | 師徒制第一回：門派對抗賽（上）         | —                                | —                | 58.9 / 100            | —                                |
| 04   | 師徒制第一回：門派對抗賽（下）         | 《是你決定我的傷心》             | 張玉華、李聖傑   | 58.9 / 100            | 與仲雨馳合唱、成功晉級           |
| 05   | 師徒制第二回：動感節拍（上）           | —                                | —                | 58.6 / 100            | 演出第4回合                      |
| 06   | 師徒制第二回：動感節拍（下）           | 《愛無赦》                       | 蔡依林           | 58.6 / 100            | 成功晉級                         |
| 07   | 師徒制最終回：師徒拜別（上）           | 《I Hate Myself for Loving You》 | Joan Jett        | 59 / 100              | 演唱八十年代歌曲                 |
| 08   | 師徒制最終回：師徒拜別（下）           | —                                | —                | 59 / 100              | 成功晉級                         |
| 09   | 學生時代的歌                           | 《理想情人》                     | 楊丞琳           | 57.4 / 100            | 保送                             |
| 10   | 憑歌寄意                               | 《What's Up?》                   | 非金髮四美合唱團 | 57.4 / 100            | 成功晉級                         |
| 11   | 星光聯隊踢館賽第一回（上）：至愛張國榮 | 《大熱》                         | 張國榮           | 64.8 / 100            | 勝戴畹旂、成功晉級               |
| 12   | 星光聯隊踢館賽第一回（下）：至愛張國榮 | —                                | —                | 64.8 / 100            | 保送                             |
| 13   | 星光聯隊踢館賽第二回（上）：經典譚詠麟 | —                                | —                | 69 / 100              | —                                |
| 14   | 星光聯隊踢館賽第二回（下）：經典譚詠麟 | 《暴風女神 Lorelei》             | 譚詠麟           | 69 / 100              | 敗給古卓文、保送                 |
| 15   | 一首歌，二人唱：百變梅艷芳             | 《冰山大火》                     | 梅艷芳           | 69.7 / 100 68.5 / 100 | 與陳蕾合唱、確定為星光三班第十名 |

| 集數 | 比賽主題             | 參賽歌曲                       | 原唱者                             | 分數       | 備註                       |
| 06   | 踢館挑戰賽（上）     | 《那種女孩》                   | 范曉萱                             | 80.0 / 100 | 確定加入比賽               |
| 07   | 踢館挑戰賽（下）     | —                              | —                                  | 80.0 / 100 | 成功晉級                   |
| 08   | 偶像巨聲挑戰賽（上） | 《Mercy》                      | Duffy                              | 77.2 / 100 | 與胡琳合唱                 |
| 09   | 偶像巨聲挑戰賽（下） | —                              | —                                  | 77.2 / 100 | 成功晉級                   |
| 10   | 男女合唱對戰         | 《You're the One That I Want》 | John Travolta、 Olivia Newton-John | 78.2 / 100 | 與鄒旻諾合唱、成功晉級     |
| 11   | 巨聲八強 挑戰經典    | 《老實情歌》                   | 庾澄慶                             | 78 / 100   | 演唱九十年代歌曲、成功晉級 |
| 12   | 終極決戰             | 《What's Up》                  | 非金髮四美合唱團                   | 75.8 / 100 | 奪得超級巨聲4第五名        |

## 曾獲獎項與提名
| 年份   | 獎項                                                               | 結果 |
| 2018年 | 第3屆 VIP 音樂榜頒獎典禮「VIP 熱播歌曲獎 - 《等一個懷抱》」        | 獲獎 |
| 2019年 | 第4屆 VIP 音樂榜頒獎典禮「VIP 熱播歌曲獎 - 《Riding to the Sky》」 | 獲獎 |

## 外部連結
- 李雯希的Facebook專頁
- 李雯希的Facebook專頁 2
- 李雯希的Instagram帳戶
- 李雯希的新浪微博
- 李雯希 歌曲 - Vidbb.com （页面存档备份，存于）